# Ганьебен, Анри
Анри Ганьебен (фр. Henri Gagnebin; 12 марта 1886, Льеж — 2 июня 1977, Женева) — швейцарский композитор и органист. Почетный доктор Женевского университета (1947) и почетный член Королевской академии музыки в Лондоне.
Изучал фортепиано у Огюста Лауфера и композицию у Жюстена Бишоффа-Гилионна в Лозанне, затем в 1905 г. занимался в Берлине у Рихарда Рёсслера и наконец в 1908 г. отправился в парижскую Schola Cantorum, где его учителями были Луи Вьерн и Абель Деко (орган), а также Венсан д'Энди (композиция). В 1910—1916 органист протестантской Церкви Искупления в Париже. В 1916 г. вернулся в Лозанну, работал органистом в соборе Святого Иоанна, одновременно преподавал в консерватории. В 1925 г. Ганьебен занял пост директора Женевской консерватории, на котором оставался до 1957 г. (в первые годы также преподавая в органном классе). Как руководитель консерватории Ганьебен стоял в 1939 г. у истоков Международного конкурса исполнителей в Женеве и некоторое время был его президентом.
Композиторское наследие Ганьебена включает ряд ораторий — в том числе «Таинства веры» (фр. Les Mystères de la Foi) и «Святой Франциск Ассизский» (фр. Saint-François d'Assise), четыре симфонии, четыре струнных квартета, фортепианный концерт, около ста переложений протестантских псалмов, сочинения для органа. Ганьебен также выступал как музыкальный обозреватель ряда женевских газет.